# 成雅線
成雅線（せいがせん、中文表記: 成雅铁路）は中華人民共和国四川省蒲江県と雅安市を結ぶ全長41.48kmの鉄道路線。客貨両用・複線・電化。成蒲線と合わせて成雅都市間鉄道ともなる。

## 概要
現在は接続する成蒲線が旅客専用であり、別途、朝陽湖駅から成昆線青竜場駅と接続する客貨両用線が計画されている。
また、終点の雅安駅から康定市を経て、チベット自治区のニンティ市まで延伸し、川蔵線となる構想がある。雅安駅からニンティ市までは2018年着工、工期7年半をかけて建設する予定である。

## 歴史
- 2010年11月10日、着工。
- 2018年12月8日、開通。

## リンク
- 成都车站 (2021年4月25日). “成雅铁路全程POV！”.   bilibili. 2021年4月13日閲覧。